# Константа Эрдёша — Борвейна
Константа Эрдёша — Борвейна  — математическая константа, равная сумме обратных величин чисел Мерсенна. Названа по именам Пала Эрдёша и Питера Борвейна (англ. Peter Borwein), установивших её ключевые свойства.
По определению константа равна:
{\displaystyle E=\sum _{n=1}^{\infty }{\frac {1}{2^{n}-1}}}
что приблизительно составляет 1, 606 695 152 415 291 763 783 301 523 190 924 580 480 579 671 505 756 435 778 079 553 691 418 420 743 486 690 565 711 801 670 155 576….

## Эквивалентные формы
Можно показать, что следующие суммы дают ту же самую константу:
{\displaystyle E=\sum _{n=1}^{\infty }{\frac {1}{2^{n^{2}}}}{\frac {2^{n}+1}{2^{n}-1}}},
{\displaystyle E=\sum _{m=1}^{\infty }\sum _{n=1}^{\infty }{\frac {1}{2^{mn}}}},
{\displaystyle E=1+\sum _{n=1}^{\infty }{\frac {1}{2^{n}(2^{n}-1)}}},
{\displaystyle E=\sum _{n=1}^{\infty }{\frac {\sigma _{0}(n)}{2^{n}}}},
где {\displaystyle \sigma _{0}(n)=d(n)} — мультипликативная функция делителей, равная числу положительных делителей числа {\displaystyle n}. Для доказательства эквивалентности этих формул используется тот факт, что все они представляют ряд Ламберта.

## Иррациональность
Эрдёш в 1948 году показал, что константа является иррациональным числом. Позднее Борвейн представил альтернативное доказательство.
Несмотря на иррациональность, двоичное представление константы эффективно вычисляется: Кнут в издании «Искусства программирования» 1998 года заметил, что вычисление можно осуществить с использованием ряда Клаузена, который сходится очень быстро.

## Приложения
Константа Эрдёша — Борвейна возникает при анализе поведения алгоритма пирамидальной сортировки